# DC Universe Online
DC Universe Online (DCUO) – gra MMORPG wydana 11 stycznia 2011 roku w USA i 21 stycznia 2011 roku w Europie przez Sony Online Entertainment. Od października 2011 roku gra stała się darmowa za sprawą przejścia na model free-to-play z opcjonalnymi mikropłatnościami.